# N,N-Диметил-п-фенилендиамин
N,N-Димети́л-п-фениле́ндиами́н (диметил-п-фенилендиамин) — органическое соединение, производное п-фенилендиамина с формулой (CH3)2NC6H4NH2. Используется в биологии, аналитической химии и в производстве красителей.

## Физические и химические свойства
Температура плавления — 53 °C, кипения — 262 °C. Растворим в воде, хлороформе, хорошо растворим в спирте и эфире.
Является фотографическим цветным проявляющим веществом, обладает способностью образовывать различные классы красителей в процессе цветного фотографического проявления. В частности, с производными нафтолов образует индофеноловые красители:
 + 4 AgBr +  {\displaystyle {\ce {->}}}  + 4 Ag + 4 HBr

### Аналитическое определение
Соединение определяют, используя совокупность цветных реакций:
- С бихроматом калия в кислой среде образуется ярко-красное окрашивание, при избытке бихромата окраска становится коричневой;
- В присутствии диметиланилина аналогичная реакция с бихроматом даст зелёное окрашивание.

### Производные
Реактив обычно выпускают в виде солей, имеющих лучшую растворимость и сохраняемость: сульфата (cas 536-47-0), гидрохлорида (cas 536-46-9) и оксалата (cas 62778-12-5).
Хлоргидрат диметилпарафенилендиамина имеет вид белого или сероватого порошка, гигроскопичного и растворимого в воде и спирте. Молярная масса этой соли равна 209,12 г/моль.
Оксалат имеет вид белых кристаллов, очень плохо растворим в холодной воде, несколько лучше в горячей. Молярная масса 226,23 г/моль. Более стабилен, чем хлоргидрат. Получают из сульфата реакцией с оксалатом аммония.

## Получение
Получают нитрозированием N,N-диметиланилина и последующим восстановлением N,N-диметил-4-нитрозоанилина железом. Также может быть получен из метилового оранжевого при восстановлении хлоридом олова.

## Применение
Применяют:
- в микроскопии для открытия оксидаз;
- в аналитической химии — для определения озона в воздухе, сероводорода, хлора, брома, сульфидов ванадия;
- в производстве красителей (сернистых и метиленового синего).

## Токсичность
Вызывает аллергию.